# IL26
IL26 (англ. Interleukin 26) – білок, який кодується однойменним геном, розташованим у людей на короткому плечі 12-ї хромосоми. Довжина поліпептидного ланцюга білка становить 171 амінокислот, а молекулярна маса — 19 843.
| 10         |  | 20         |  | 30         |  | 40         |  | 50         |
| ---------- |  | ---------- |  | ---------- |  | ---------- |  | ---------- |
| MLVNFILRCG |  | LLLVTLSLAI |  | AKHKQSSFTK |  | SCYPRGTLSQ |  | AVDALYIKAA |
| WLKATIPEDR |  | IKNIRLLKKK |  | TKKQFMKNCQ |  | FQEQLLSFFM |  | EDVFGQLQLQ |
| GCKKIRFVED |  | FHSLRQKLSH |  | CISCASSARE |  | MKSITRMKRI |  | FYRIGNKGIY |
| KAISELDILL |  | SWIKKLLESS |  | Q          |  |            |  |            |

A: Аланін

C: Цистеїн

D: Аспарагінова кислота

E: Глутамінова кислота

F: Фенілаланін

G: Гліцин

H: Гістидин

I: Ізолейцин

K: Лізин

L: Лейцин

M: Метіонін

N: Аспарагін

P: Пролін

Q: Глутамін

R: Аргінін

S: Серин

T: Треонін

V: Валін

W: Триптофан

Кодований геном білок за функцією належить до цитокінів. 
Секретований назовні.